# Joe Dinicol

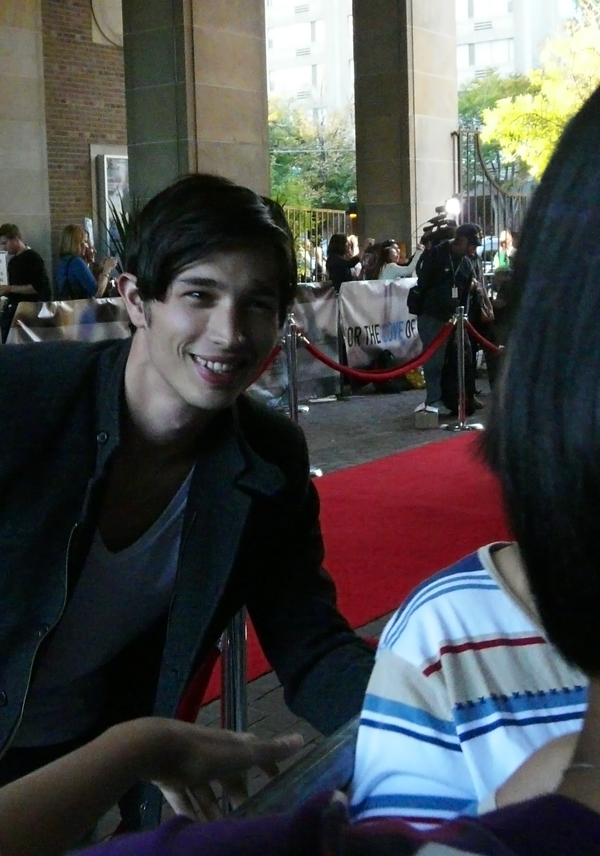
Joe Dinicol 2008

Joe Dinicol (* 22. Dezember 1983 in Stratford, Ontario) ist ein kanadischer Schauspieler.

## Leben
Joe Dinicol ist Sohn des Schauspielers und Schauspiellehrers Keith Dinicol. Er trat zunächst regelmäßig auf dem Stratford Shakespeare Festival auf. Sein Fernsehdebüt gab er im Film Elvis und der Präsident (1997), danach folgte eine Gastrolle in Eerie, Indiana. Eine Sprechrolle hatte er in der Zeichentrickserie Anatole. Seine erste größere Rolle hatte er als Dominic Palazzolo im Spielfilm The Virgin Suicides von Sofia Coppola. Es folgten weitere Auftritte in Film und Fernsehen, unter anderem in der Sitcom Mensch, Derek! und der Fernsehserie Highland Gardens. Er war außerdem in den Kinofilmen Scott Pilgrim gegen den Rest der Welt (2010) und Diary of the Dead (2007) zu sehen.

## Filmografie

### Film
- 1999: The Virgin Suicides
- 1999: Lost Memory – Water Damage (Water Damage)
- 2007: Weirdsville
- 2007: Diary of the Dead
- 2008: Das Feld der Ehre – Die Schlacht von Passchendaele (Passchendaele)
- 2010: Scott Pilgrim gegen den Rest der Welt (Scott Pilgrim vs. the World)
- 2011: Servitude
- 2011: Bad Meat
- 2013: Cubicle Warriors

### Fernsehen
- 1997: Elvis und der Präsident (Elvis Meets Nixon)
- 1998: Anatole (Zeichentrickserie, Sprechrolle, 5 Episoden)
- 2000, 2001: The Wonderful World of Disney (Fernsehserie, verschiedene Rollen, 3 Episoden)
- 2002: Rideau Hall (Fernsehserie, 5 Episoden)
- 2008–2009: Mensch, Derek! (Life with Derek, Fernsehserie, 7 Episoden)
- 2009: Murdoch Mysteries (Fernsehserie, 1 Folge)
- 2010: Mein Babysitter ist ein Vampir – Der Film (My Babysitter’s a Vampire)
- 2011: Haven (Fernsehserie, 1 Episode)
- 2012: The L.A. Complex (Fernsehserie, 19 Episoden)
- 2013–2014: Betas (Fernsehserie, 11 Episoden)
- 2015–2018: Blindspot (Fernsehserie, 7 Episoden)
- 2015–2016: Grey’s Anatomy (Fernsehserie, 6 Episoden)
- 2016: Halt and Catch Fire (Fernsehserie, 3 Episoden)
- 2016–2020: Arrow (Fernsehserie, 13 Episoden)
- 2017: Saving Hope (Fernsehserie, 5 Episoden)